# Pseudanthoecia tumida
Pseudanthoecia tumida là một loài bướm đêm trong họ Noctuidae.